# Új-Zéland az 1972. évi téli olimpiai játékokon
Új-Zéland a japán Szapporóban megrendezett 1972. évi téli olimpiai játékok egyik részt vevő nemzete volt. Az országot az olimpián 1 sportágban 2 sportoló képviselte, akik érmet nem szereztek.

## Alpesisí
Férfi
| Versenyző       | Versenyszám      | Selejtező | Selejtező | Döntő          | Döntő         | Döntő         | Döntő         | Döntő      | Döntő      |
| Versenyző       | Versenyszám      | Selejtező | Selejtező | 1. futam       | 1. futam      | 2. futam      | 2. futam      | Összesítés | Összesítés |
| Versenyző       | Versenyszám      | Idő       | Hely.     | Idő            | Hely.         | Idő           | Hely.         | Idő        | Helyezés   |
| --------------- | ---------------- | --------- | --------- | -------------- | ------------- | ------------- | ------------- | ---------- | ---------- |
| Ross Ewington   | Lesiklás         |           |           |                |               |               |               | 2:04,75    | 49.        |
| Ross Ewington   | Műlesiklás       | 1:54,16   | 23.       | nem ért célba  | nem ért célba | kiesett       | kiesett       | kiesett    | kiesett    |
| Ross Ewington   | Óriás-műlesiklás |           |           | kizárták       | kizárták      | kiesett       | kiesett       | kiesett    | kiesett    |
| Chris Womersley | Lesiklás         |           |           |                |               |               |               | 2:02,24    | 41.        |
| Chris Womersley | Műlesiklás       | 1:48,49   | 20.       | idő nem ismert | 35.           | nem ért célba | nem ért célba | kiesett    | kiesett    |
| Chris Womersley | Óriás-műlesiklás |           |           | 1:41,65        | 37.           | 1:48,78       | 35.           | 3:30,43    | 35.        |